# 総理の椅子
『総理の椅子』（そうりのいす）は、国友やすゆきによる日本の漫画。副題は"The Prime Minister's Power"。『ビッグコミックスペリオール』（小学館）にて連載された。監修協力は縣山文博。

## 作品概要
政治家を志し、総理大臣を目指す一人の青年の物語である。
一人の野心家が表向きはクリーンなイメージで国民的人気を得つつ、裏では手段を選ばない様々な権謀術数や実力行為で人を貶めたり死に至らしめながら総理大臣を目指すストーリー。

## 登場人物

### 主人公
白鳥遥
民自党国会議員である仲阪典栄の選挙ボランティアや秘書を経て、東京の衆議院選挙区から当選した民自党国会議員。端正なルックスとクリーンなイメージから人気政治家となる。民自党のスキャンダル多発により民自党を離党して「新党白い翼」を結党し、党首となる。
世界を1人で旅をするために2年休学したものの東大法科を首席卒業し、理工系の大学院博士号を取得。語学に堪能で運動神経が抜群であり、あらゆる分野に精通しており、知識と能力は天才的。
高校より前の話は世間的には殆ど知られていない。遥の正体は元毎朝新聞政治部記者の息子「夏木健太」で、鹿児島県青澄村で育つが、故郷の青澄村に建設されることになった青澄ダムに反対した両親が村人に殺害され、自身も殺されそうになるが九死に一生を得た。そして健太の身を案じた炭焼き職人の白鳥夫婦によって、濁流に呑み込まれ死亡した「白鳥遥」として育てられる。
しかし、両親を殺害した村人とダム建設関係者に対する憎しみは消えず、全国に散った村人を殺害。更には事件発覚を恐れた政府与党や警察によって真実が闇に葬り去られたことを知り、「日本」という国自体への強い憎悪の念ができた。そして日本の首相となって「日本を破滅させるために戦争を起こす」ことを最終目標とするようになる。

### 新党「白い翼」の政治家
真加部進
民自党衆議院議員。後に遥に賛同し、「白い翼」幹事長となる（選挙後は政調会長と呼ばれている）。北海道の選挙区選出。
鈴村香保
友民党衆議院議員。後に遥に賛同し、「白い翼」政調会長。友民党在籍時から遥とは男女関係にある。政治的には潔癖な性格で、汚職・腐敗を許さない。

### 民自党の政治家など
仲阪典栄
東京都の選挙区が地盤の衆議院議員。民自党仁田山派所属。旧文部省の族議員。元都議会議員。
唯一の著書を遥に読まれたことをきっかけに、遥を秘書にする。熱川のライバルで文部科学副大臣を争う。東南アジアの売春や多摩ヶ丘大規模再開発に絡むスキャンダルを抱えている。
仁田山豊
民自党仁田山派領袖。「花電車」など、変態的な性的嗜好を持ち、後にそれがスキャンダルとなる。
天城満
第92代内閣総理大臣。病気を隠しながら職務についている。
玉島豊
民自党の最大派閥である玉島派の領袖。前財務大臣。ポスト天城の後継首相で本命と目されている。
剛屋源造
民自党衆議院議員。元国土交通大臣。ポスト天城で後継首相で遅れをとっている。後に総裁・首相となる。
成沢文吉
民自党衆議院議員。剛屋政権の民自党幹事長。政策通として知られている。
笹塚
民自党国会議員。剛屋政権財務大臣。オーナー企業の銀行融資を巡るスキャンダルを抱えている。
熱川温夫
民自党衆議院議員。仲阪のライバルで文部科学副大臣を争う。
和久井香穂
成沢の秘書。遥の熱烈なファンで、遥から連立の相談を持ちかけられた際に男女関係になり、遥に民自党の情報を提供する。
原西勇
玉島の秘書。玉島豊を首相とするために奔走している。

### 友民党の政治家など
猪捨好真
友民党代表。総選挙直後に遥の新党「白い翼」との連立を模索する。
沢尻
友民党幹事長。資金管理団体のスキャンダルを抱えている。
友梨良泰
友民党衆議院議員。
長瀬さおり
友梨の秘書。遥の熱烈なファンで、遥から連立の相談を持ちかけられた際に男女関係になり、遥に友民党の情報を提供する。
野尻正平
友民党公認として東京都の選挙区に立候補をする。

### 遥の支援者など
芦川幸輔
巨大外食チェーンの芦川グループ会長。一代で財を成しているが、名門という称号を手に入れるために身内から総理大臣を出すことを目指している。娘の麗奈が遥の妻となった際に遥を養子とし、遥に経済的支援をしている。
由利香
高級クラブのママ。パトロンには政財界の大物がいる。遥と男女関係（不倫関係）になって愛人となり、遥に様々な情報を提供する。
芦川麗奈
芦川グループ会長、幸輔の娘。後に遥の妻となる。箱入り娘であるが、政治家の妻として献身になって夫である遥を支える。
南雲、新井、宇佐美
「新党白い翼」の党員。遥に反発する政治評論家を襲撃。後に遥に露見するも不問に付され、遥の裏部隊として活動する。

### 青澄ダム問題関係者
今川
記憶喪失になっている老女。記憶喪失になる前は鹿児島県青澄村に住む炭焼き職人妻の白鳥敏江という名前があり、遥の母にあたる。
夏木の両親が村人に殺害された現場を目撃、村人に殺害されそうになった健太を川に転落して死亡した本物の遥の身代わりとして育てることにした。
その後、青澄ダム建設に関わった人間が遥に殺害されているのに勘付くが、先に気付かれた遥によって崖から転落したように見せかけて殺害されそうになり、川に流されて行方不明という形で死亡したことになっていた。
夏木
元毎朝新聞政治部記者。息子の健太は遥と同級生。
青澄ダム建設の取材の過程でダム建設にネガティブな事実を入手して記事にしようとするも、上から止められたため毎朝新聞を退社、青澄村に家族で移り住んだ。
移住後は青澄ダム建設については地元住民の強い支持があったために賛成していたが、同僚だった今柿からダム建設に関する疑惑を知って調査した結果、ダム建設の裏に隠された真実を知り反対に転じた。しかし、亀沼から提示された高額の保証金に目が眩んだ村人によって妻と共に殺害された。
村を襲った土石流によって死亡したことになった。
亀沼春介　
鹿児島県選出の国会議員。青澄ダム建設推進の中心的存在。旧建設省の族議員。仲阪とは昔からの友人で、仲坂には都議時代に貸しがあった。
息子が鹿児島市内で熊河の息子と共にホームレスとの些細な揉め事により死亡させてしまったことについて、自らの社会的地位を守るために息子がホームレスを死なせたことが露見しないように画策し、ホームレスを死なせたとして逮捕取調べ中に死亡した容疑者の父の奈関に警察への告訴を取り下げる代わりに青澄ダム工事復活を約束した。
夏木がダム建設工事復活の裏に隠された真実を公にしようとしたことを知ると、高額の保証金を提示して村人を焚きつけ夏木夫婦を殺害させ、村を襲った土石流による事故死としてもみ消した。
遊説中に死亡した。
熊河吾助
地元警察署署長。
息子が鹿児島市内で亀沼の息子と共にホームレスとの些細な揉め事により死亡させてしまったことについて、自らの社会的地位を守るために息子がホームレスを死なせたことが露見しないように画策し、容疑者死亡について警察内部に再捜査を行わないように根回しした。
奈関
奈関建設社長。亀沼の後援会所属。
ドラ息子の隆がホームレスを死亡させた容疑者とされたまま取調べ中に死亡したことについて、息子は無実であるとして妻が警察に告訴しようとしていたことについて、会社経営のために中止になりかけた青澄ダム工事復活を亀沼から持ちかけられたことで警察への告訴を取り下げた。青澄ダム建設において仕事が優先的に与えられた。
吉田源造、野倉剛、田河保郎、宮長伸太、今見虎夫
鹿児島県青澄村元村民。青澄ダム建設賛成派。青澄ダム建設による移転後に5人全員が不審死をしている。

### 報道関係者
戸桐信司
白鳥について取材しているフリージャーナリスト。元テレビ局「TV7」報道局エリートとして世界各地の紛争地を取材していたが、取材費横領をしたためクビになった。政治ゴロ的取材方法で、取材対象や報道関係者からは煙たがられている。
逸見真理子
テレビ局「TV7」のレポーター。遥とは男女関係にある。取材を通じて遥に心酔している。
報道部長
テレビ局「TV7」の報道部長。逸見に手段を選ばず遥に接近するよう命じる。
今柿充弘
毎朝新聞資料整理部デスク。政治部記者として同僚の夏木と共に青澄ダム建設疑惑を追跡したため、左遷させられた。
哲
戸桐の取材協力者。取材対象者の戸籍入手など違法な仕事を請け負っている。
戸桐沙耶
戸桐の娘。大学に進学してジャーナリストになることを目指している。

### 諸外国
R国のテロリスト
東南アジア・R国のテロリスト。遥の依頼を受けて、襲撃事件のでっち上げや兵器の調達などを請け負う。
ヤンニラム総帥
日本の近隣にある独裁国家・X国の最高権力者。

## 用語
青澄村
正式には志加町の青澄地区。名尾川の上流に全七戸存在した。

## 単行本
- 国友やすゆき『総理の椅子』 小学館〈ビッグコミックス〉、全9巻
  1. ISBN 9784091823540（2009年01月30日発売[1]）
  2. ISBN 9784091825827（2009年08月28日発売[2]）
  3. ISBN 9784091830562（2010年02月27日発売[3]）
  4. ISBN 9784091833877（2010年08月30日発売[4]）
  5. ISBN 9784091836298（2011年01月28日発売[5]）
  6. ISBN 9784091840684（2011年08月30日発売[6]）
  7. ISBN 9784091843968（2012年03月30日発売[7]）
  8. ISBN 9784091847690（2012年11月30日発売[8]）
  9. ISBN 9784091852076（2013年04月30日発売[9]）